# درسة أردوازية
دُرسة أردوازية (الاسم العلمي: Emberiza siemsseni)، نوع من الطيور المنتمية إلى فصيلة الدرسات، تستوطن الصين.
موئله الطبيعي الشجيرات الرطبة الشبه المدارية أو الاستوائية.